# Distretto di Aveiro
Il distretto di Aveiro è un distretto del Portogallo continentale, appartenente alla provincia tradizionale della Beira Litorale (Beira Litoral), esclusi i comuni più a nord che appartengono al Douro Litorale (Douro Litorale). Confina con i distretti di Porto a nord, di Viseu a est, di Coimbra a sud e con l'Oceano Atlantico a ovest. La superficie è di 2 808 km² (14º maggior distretto portoghese), la popolazione residente (2001) è di 713 578 abitanti. Capoluogo del distretto è Aveiro.

## Geografia antropica

### Suddivisioni amministrative
Il distretto di Aveiro è diviso in 19 comuni:
- Águeda
- Albergaria-a-Velha
- Anadia
- Arouca
- Aveiro
- Castelo de Paiva
- Espinho
- Estarreja
- Ílhavo
- Mealhada
- Murtosa
- Oliveira de Azeméis
- Oliveira do Bairro
- Ovar
- Santa Maria da Feira
- São João da Madeira
- Sever do Vouga
- Vagos
- Vale de Cambra

Nell'attuale divisione principale del paese, il distretto è diviso tra le regioni Nord (Norte) e Centro. Appartengono alla regione Nord i comuni della subregione dell'Entre Douro e Vouga, Castelo de Paiva, parte della subregione del Tâmega, e Espinho, appartenente alla Grande Porto. Alla regione Centro appartengono i restanti comuni, inclusi nella subregione del Basso Vouga (Baixo Vouga). In sintesi:
- Regione Nord
  - Entre Douro e Vouga
    - Arouca
    - Oliveira de Azeméis
    - Santa Maria da Feira
    - São João da Madeira
    - Vale de Cambra

  - Grande Porto
    - Espinho

  - Tâmega
    - Castelo de Paiva
- Regione Centro
  - Basso Vouga
    - Águeda
    - Albergaria-a-Velha
    - Anadia
    - Aveiro
    - Estarreja
    - Ílhavo
    - Murtosa
    - Oliveira do Bairro
    - Ovar
    - Sever do Vouga
    - Vagos
    - Regiao de Coimbra / Baixo Mondego:
    - Mealhada

## Geografia fisica
Il distretto di Aveiro si trova, per la maggior parte, al di sotto dei 100 m di altitudine, occupando una pianura costiera che raggiunge anche i 40 km di larghezza, nella parte sud del distretto. Il paesaggio di questa pianura è dominato dalla Ria de Aveiro e dai fiumi del bacino idrografico del Vouga (Cértima, Alfusqueiro, Águeda, Antuão e il Vouga stesso nella pianura costiera, Agadão, Caima e Mau nei contrafforti della serra). Tra i principali corpi lacustri vi è la Pateira de Fermentelos. A est e a nord, il rilievo è più accidentato, salendo nel distretto di Aveiro alle alture delle serre del Caramulo e dell'Arada, estendendosi fino alla serra del Montemuro, a nord-est. Sul confine settentrionale, il distretto tocca in alcuni tratti il fiume Douro e alcuni suoi affluenti (Arda e Paiva).
Il litorale, chiamato Costa Nova, è sabbioso, in un paesaggio tipico della zona lagunare, con un cordone di dune di spessore variabile a separare le acque calme della ria de Aveiro dal mare.